# Катастрофа вертолёта в Энсино (1977)
1 августа 1977 года у новостного вертолёта Bell 206, пилотируемого Фрэнсисом Гэри Пауэрсом, закончилось топливо, и он потерпел крушение в поле недалеко от Энсино, штат Калифорния. В результате пилот и единственный пассажир вертолёта, оператор Джордж Спирс, погибли.

## Транспорт
Вертолётом, попавшим в аварию, был Bell 206B JetRanger с серийным номером 433, произведённый в 1969 году.
Он был оснащён одним турбовальным двигателем Allison Model 250-C20B мощностью 420 лошадиных сил на валу. Дата выдачи сертификата вертолёту — 19 сентября 1974 года. Он был модифицирован за счёт добавления внешней видеокамеры с обзором 360 градусов и оборудования для видеозаписи. Зарегистрированный как N4TV, он обычно назывался «Телекоптер».

## Экипаж
Пилотом вертолёта был 47-летний Фрэнсис Гэри Пауэрс. Он начал летать на JetRanger, когда поступил на работу в KNBC в ноябре 1976 года. Наиболее известен он был тем, что совершил неудачную разведывательную миссию над Советским Союзом в 1960 году, в результате которой был сбит советским ПВО и попал в плен. Пауэрс имел действующую лицензию коммерческого пилота и общий налёт 7193 часа, в том числе 381 час на Bell 206.

## Авария
Bell 206 JetRanger выполнял некоммерческие рейсы, в соответствии с частью 91 Федеральных авиационных правил, и вылетел из аэропорта Голливуд-Бербанк в Бербанке утром 1 августа 1977 года, чтобы записать кадры после лесного пожара в Санта-Барбаре, в 160 км к западу. Примерно в 12:25 по тихоокеанскому времени Пауэрс связался с KNBC и заявил, что отснял материал, возвращается в Бербанк и считает, что ему хватит топлива для обратного пути. Через несколько минут Пауэрс связался с диспетчерской вышкой аэропорта Ван-Найс и запросил разрешения на посадку там из-за низкого уровня топлива; разрешение было получено, но вертолёт не прибыл.
Вертолёт теперь находился на высоте 240 м над уровнем земли, и у него почти не осталось топлива. Понимая, что он не доберётся до аэропорта, Пауэрс начал искать место для посадки в сильно застроенном районе. В 12:35 Пауэрс направил вертолёт в сторону зоны отдыха плотины Сепульведа и приготовился к авторотации вниз на открытую площадку. Bell 206 имеет превосходные лётные характеристики, но, вероятно, при спуске Пауэрс увидел группу подростков, играющих на бейсбольном поле, и сделал резкий манёвр, чтобы не врезаться в них. Последней радиопередачей Пауэрса было «Четвёртый канал только что потерял —». На высоте примерно 15 м хвостовой винт отвалился, и Пауэрс выпал из вертолёта. В 12:36 вертолёт врезался в землю примерно в 45 м от того места, где играли мальчики, вырыл в земле траншею длиной 6 м и перевернулся. Пауэрс и Спирс погибли, на земле же никто не пострадал.

## Расследование
Вертолёт стоимостью полмиллиона долларов был полностью уничтожен во время крушения. Когда прибыли пожарные, они в целях безопасности сняли дымящуюся батарею вертолета с фюзеляжа. Обломки были перевезены в авиакомпанию Wayne Airframe Aviation Company в Ван-Найсе. Внутри вертолета были обнаружены видеомагнитофон и четыре видеокассеты. Следователи надеялись, что записи могут дать ключ к разгадке причины крушения, но, по-видимому, во время инцидента записывающее устройство не работало. Вертолёт не был оборудован регистратором полётных данных или бортовым диктофоном.
В ходе расследования Национального совета по безопасности на транспорте (NTSB) не было обнаружено никаких доказательств отказа или неисправности вертолёта или какой-либо из его систем до крушения. Дальнейшее обследование двигателя показало, что, осталось примерно пять жидких унций реактивного топлива во всей топливной системе, и что двигатель загорелся из-за его нехватки. В окончательном отчёте NTSB перечислены следующие вероятные причины катастрофы: ошибочные решения в полёте и неправильная оценка количества топлива со стороны командира. Также отмечена неправильная работа устройств управления полётом во время авторотации с выключенным двигателем.
Согласно одному отчёту, Пауэрс сообщил о неисправности датчика уровня топлива вертолета: ранее он показывал пустой бак, когда в действительности там было достаточно топлива для 30 минут полёта. Утверждалось, что датчик был отремонтирован без уведомления Пауэрса. Это, возможно, объясняет то, почему у такого опытного пилота, как Пауэрс, могло закончиться топливо.